# Volker Hassemer
Volker Hassemer (20 janvier 1944 à Metz) est un homme politique allemand (CDU). Son frère aîné est Winfried Hassemer, Vice-président de la Cour constitutionnelle fédérale.

## Biographie
Volker Hassemer suit une formation de juriste, dont il sort diplômé en 1967. Il publie sa thèse Delictum sui generis en 1974. Il dirige ensuite le groupe « Planification environnementale » à l'Agence fédérale allemande pour l'environnement (UBA), qu'il quitte en 1981.
Volker Hassemer est élu député à la Chambre des députés de Berlin, en 1979, 1981, 1985 et 1990. Il est ensuite, de 1996 à 2002, directeur général de "Partner für Berlin". En outre, Volker Hassemer est cofondateur et porte-parole du projet "A Soul for Europe (de)", "Une âme pour l'Europe", un groupe d’intérêts communs ayant pour objectif la coopération culturel et économique en Europe, et reposant sur un réseau international de villes et de régions européennes. Volker Hassemer est par ailleurs membre du Conseil d'administration des Amis des Antiquités de l'Île aux Musées de Berlin.